# 拉迪斯內 (斯卡多夫斯克區)
46°17′37″N 33°10′27″E / 46.29361°N 33.17417°E
拉迪斯内（烏克蘭語：Радісне）是位於烏克蘭南部的村莊，由赫爾松州斯卡多夫斯克區的斯卡多夫斯克市鎮負責管轄。該村面積0.99平方公里，海拔高度15米，2001年人口278，人口密度每平方公里280人。